# Mózg izolowany
Mózg izolowany – mózg utrzymywany przy życiu poza organizmem (in vitro). Taki stan niniejszego organu możliwy jest do utrzymania albo za pomocą perfuzji substytutu krwi (najczęściej utlenionego roztworu różnych soli) albo zanurzając organ w utlenionym sztucznym płynie mózgowo-rdzeniowym. Jest to biologiczny odpowiednik mózgu w naczyniu.
Mózgi poszczególnych organizmów mogą być utrzymywane in vitro przez okres od kilku godzin do kilku dni. Ośrodkowy układ nerwowy bezkręgowców potrzebuje małej ilości tlenu i w większości pobiera go z płynu mózgowo-rdzeniowego, dlatego najłatwiej je utrzymać. Mózgi ssaków z kolei osiągają mniejszy stopień przeżywalności bez zastosowania perfuzji.
Z powodów metodologicznych większość badań nad mózgami ssaków było przeprowadzonych na świnkach morskich. W porównaniu do szczurów i myszy, zwierzęta te mają znacznie większą tętnicę podstawną, co znacznie ułatwia dostarczenie płynu mózgowo-rdzeniowego.